# Ипполита Мария Сфорца
Ипполита Мария Сфорца (итал. Ippolita Maria Sforza; 18 апреля 1446, Кремона — 19/20 августа 1488, Неаполь), старшая дочь Франческо Сфорца и Бьянки Марии Висконти. В браке герцогиня Калабрийская, жена Альфонса Калабрийского из династии Трастамара, впоследствии, уже после смерти жены, ставшего королем Неаполя под именем Альфонса II.

## Биография

### Детские годы
Старшая дочь будущего герцога Миланского Франческо Сфорца и его супруги Бьянки Марии Висконти, последней представительницы рода Висконти, родилась в Кремоне. Её отец вскоре после свадьбы поссорился с тестем — герцогом Милана Филиппо Мария Висконти. Последний сместил Франческо с должности кондотьера, тот возглавил войска Венецианской республики, воевавшей с Миланом. В течение войны Бьянка Мария была вынуждена переезжать со старшими детьми (дочерью и двумя сыновьями) с места на место, периодически покидая резиденцию в Ези. Семья жила в Гирифалько, замке Сфорца в окрестностях Фермо, а позднее, после примирения Франческо с Филиппо Мария (1447), в Павии в родовом замке Висконти.
Франческо Сфорца не сразу стал герцогом Миланским. После смерти Висконти в августе 1497 года в Милане произошли беспорядки — горожане разграбили герцогские дворцы. На некоторое время правление перешло к Амброзианской республике. Сфорца ещё в феврале отказался от своих земельных владений в обмен на титул графа Павии и был в полной зависимости от республиканских властей. На помощь Сфорца пришла Агнеса дель Майно, мать его жены, распоряжавшаяся герцогской казной по решению Филиппо Марии Висконти. Она подкупила кастеляна Павии, который позволил въехать в город Франческо Сфорца, и тот был провозглашён там графом 16 сентября 1447 года. Агнеса дель Майно ссудила также Сфорца, весьма нуждавшемуся в деньгах, 17000 флоринов. В 1448 году, когда Бьянка Мария находилась со старшими детьми в Кремоне, к городу подошли венецианские войска (Сфорца в то время был в конфликте с Венецией). Бьянка Мария отправила Галеаццо и Ипполиту в Аббиатеграссо к их бабушке, сама же занялась обороной города. Милан покорился Сфорца после предпринятой последним тринадцатимесячной осады, завершившейся 25 февраля 1450 года. Франческо Сфорца и его жена стали герцогом и герцогиней Милана, хотя и не были признаны в этом качестве императором Фридрихом III.
Девочка получила имя, нехарактерное для семей Сфорца и Висконти, и, возможно, была первой в роду, носившей имя «Ипполита». Второе имя было дано традиционно для Висконти в честь Девы Марии. Всего у Франческо и Бьянки Марии было восемь детей. Ипполита Мария получила отличное образование. День детей начинался с молитвы (при этом отрабатывалась правильная дикция) и слушания мессы, уроки продолжались до обеда, так как считалось, что физическая активность способствует отдыху от умственных упражнений, уроки сменялись играми, верховой ездой и охотой, пением и танцами. Отец и мать всегда были в курсе занятий детей, когда они разлучались с ними, надзор передавался их бабушке по матери — Агнесе дель Майно. Ещё не имея уверенности в будущем, родители искали достойных учителей для своих детей. Бьянка Мария пригласила в наставники к своему первенцу Галеаццо Марии Бальдо Марторелли, учившегося в своё время у Витторино да Фельтре, создателя школы «Дом радости» при Мантуанском дворе. Марторелли учил и Ипполиту Марию. В Библиотеке Тривульциана хранится латинская грамматика, составленная Марторелли для старших детей Сфорца — на фронтисписе книги начертаны инициалы Ипполиты Марии (HIP), последний лист занимает посвящение автора графу Галеаццо Марии и его «славной сестре Ипполите Марии». Философию и греческий язык девочке преподавал византийский учёный и филолог, обосновавшийся при Миланском дворе, Константин Ласкари. С ранних лет Ипполита, так же, как и её старший брат Галеаццо, привлекалась родителями к участию в значимых политических и семейных событиях. Умение детей аристократии вести себя в обществе входило в систему их образования. В 1450 году в Аббиатеграссо девочка вместе с матерью и бабушкой участвовала во встрече с французским послом и исполняла для него песни. В тот период Сфорца было важно заручиться поддержкой французов в его весьма возможном противостоянии с проявлявшим военную активность королём Неаполя Альфонсом I.
Известно, что в 1459 году на Мантуанском соборе 14-летняя Ипполита выступила с приветственной речью, обращённой к папе Пию II.

### Замужество
Осенью 1451 года Рене Анжуйский посетил семейство Сфорца в Павии. Предполагалось, что Ипполита Мария может быть помолвлена с сыном Рене Анжуйского, титулярным герцогом Калабрийским Жаном. В том случае, если бы в союзе с Рене Анжуйским, её отец победил бы короля Неаполя, последнего должен был сменить Жан. Однако вскоре планы Сфорца изменились.
Девятнадцати лет, 10 октября 1465 года, Ипполита Мария была выдана замуж за старшего сына Фердинанда Неаполитанского и Изабеллы ди Кьярамонте Альфонса. Приданое Ипполиты оценивалось в 200 000 флоринов и включало, кроме прочего, четырнадцать рукописных книг, в том числе великолепный иллюстрированный сборник стихов Вергилия, заказанный её родителями.
Брак, решение о котором было принято ещё в 1455 году, укреплял политический союз Неаполитанского королевства и герцогства Миланского, самого влиятельного государства Северной Италии, до того враждовавших.

В супружестве Ипполита была несчастна: её муж славился своими любовными похождениями, а кроме того был необразован и жесток. Филипп де Коммин так отозвался в своих «Мемуарах» о нём и его отце:
Оба они учинили насилие над многими женщинами. К церкви они не испытывали никакого почтения и не повиновались её установлениям… Сын никогда не соблюдал поста и даже вида не делал. Они оба многие годы прожили без исповеди и причастия. Так что хуже, чем они, и жить невозможно
 При этом удивительно спокойное отношение матери Ипполиты к неверности зятя: Бьянка Мария, сама будучи замужем за любвеобильным Франческо Сфорца, прощала ему прошлые увлечения, но не терпела новых измен.

Образованная и умная герцогиня при своём маленьком Калабрийском дворе собрала целое созвездие людей искусства, которым оказывала покровительство. Ипполита привезла из Милана двух своих учителей — Ласкари и Бальдо Марторелли, чтобы продолжить обучение. Марторелли был её секретарём, на этом посту его сменил Джованни Понтано. Сама Ипполита особенно интересовалась литературой, собирала книги и в часы досуга бралась за перо. Мазуччо, посвящая Ипполите Марии «Новеллино», так обращается к ней в Прологе:
Её же [книгу] хочу я посвятить и послать тебе, единственной заступнице и светочу наших Италийских стран, ибо твоё изысканное, изящное красноречие и необычайная тонкость суждения помогут тебе очистить её от тех ржавых пятен, которыми она изобилует, и я надеюсь, что, отсекая и устраняя всё излишнее в моём недостойном труде, ты сможешь принять его в твоё величественное и прославленное книгохранилище.
В конце 1470-х — начале 1480-х годов Ипполита Мария приобрела бо́льшую самостоятельность при дворе: выступала посредником между Неаполем и Миланом. Поддерживала она и Лоренцо Медичи: сначала финансово, а потом в роли политического советника. Сохранилась переписка, которую герцогиня вела с Лоренцо Медичи, свидетельство своего рода уникальных для того времени отношений между представительницей аристократического рода и человеком более низкого происхождения, не связанного с её семьёй ни узами родства, ни обязанностями службы.
Ипполита Мария Сфорца умерла в Неаполе в возрасте 43 лет, за несколько лет до того, как её муж занял Неаполитанский престол.

### Эпистолярное наследие
Сохранилось около ста писем Ипполиты Марии, первое из них — записка восьмилетней девочки, адресованная её отцу и написанная собственноручно. Переписка герцогини Калабрийской периода 1475—1482 годов была издана в Болонье в 1893 году. Стиль писем Ипполиты Марии соответствует принятым в то время условностям. Обращалась ли она лично к своим родителям и братьям или диктовала секретарям послания для тех, кто служил при дворе, она всегда соблюдала стандарты этикета. Однако герцогиня иногда допускала небольшие, но красноречивые отклонения от формального этикета, которые раскрывают её истинное лицо.

## Дети
От брака с Альфонсом II :
- Фердинанд II (26 июля 1469 — 07 октября 1496), король Неаполя в 1495—1496 гг.
- Изабелла (2 октября 1470 — 11 февраля 1524), жена миланского герцога Джан Галеаццо II (1469—1494)
- Пьеро (31 марта 1472 — 17 февраля 1491), герцог Россано

## Ипполита Мария Сфорца в искусстве

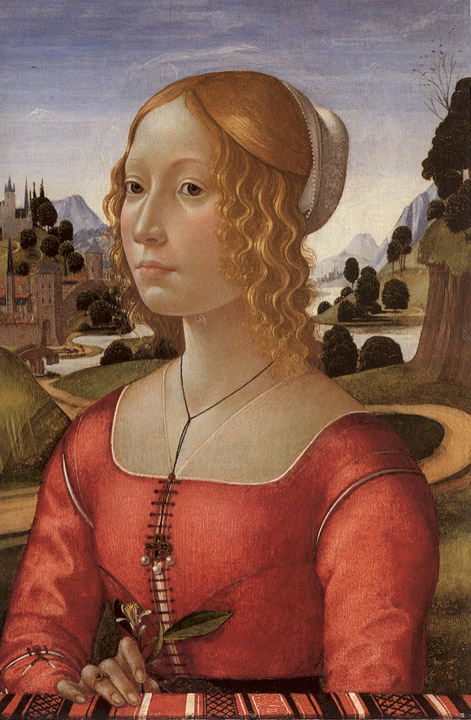
Доменико Мария Гирландайо «Портрет дамы» — идентифицируемый как изображение Ипполиты Марии Сфорца

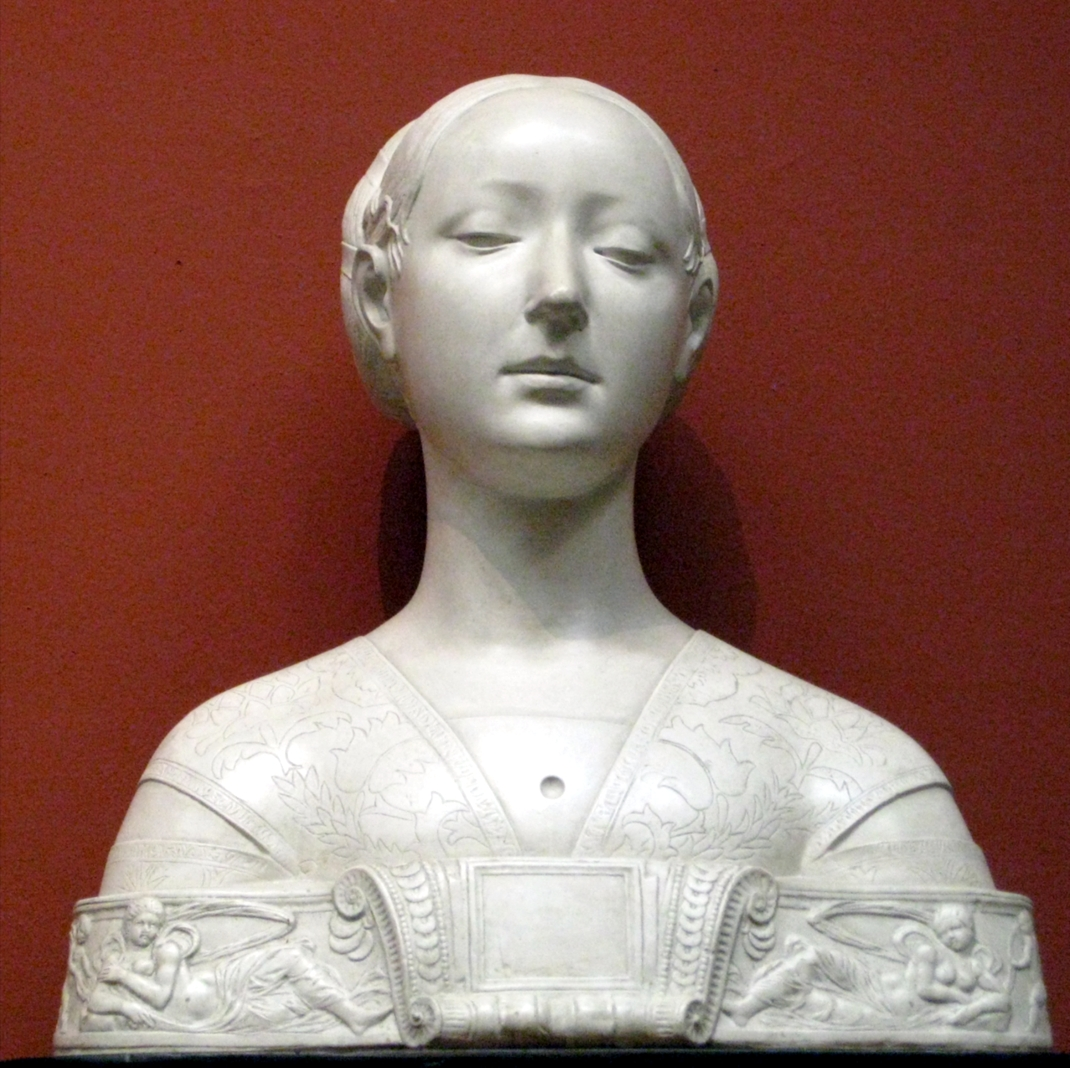
Франческо Лаурана, Ипполита Мария Сфорца (?)

Существует значительное количество портретов Ипполиты Марии, начиная с младенческого возраста. Один из наиболее знаменитых — бюст работы скульптора Франческо Лаураны. Это несколько идеализированный образ юной женщины. Впрочем, некоторые историки искусства полагают, что это портрет Элеоноры Арагонской.

## В культуре
- Сериал «Великолепные Медичи» (2016-2019). Роль Ипполиты исполнила французская актриса Гайя Вайсс .